# Municipio de Washington (condado de Clinton, Ohio)
El municipio de Washington (en inglés: Washington Township) es un municipio ubicado en el condado de Clinton en el estado estadounidense de Ohio. En el año 2010 tenía una población de 2130 habitantes y una densidad poblacional de 30,01 personas por km².

## Geografía
El municipio de Washington se encuentra ubicado en las coordenadas 39°22′10″N 83°50′40″O / 39.36944, -83.84444. Según la Oficina del Censo de los Estados Unidos, el municipio tiene una superficie total de 70.97 km², de la cual 70.18 km² corresponden a tierra firme y (1.11%) 0.79 km² es agua.

## Demografía
Según el censo de 2010, había 2130 personas residiendo en el municipio de Washington. La densidad de población era de 30,01 hab./km². De los 2130 habitantes, el municipio de Washington estaba compuesto por el 97.09% blancos, el 0.66% eran afroamericanos, el 0.23% eran amerindios, el 0.23% eran asiáticos, el 0.05% eran isleños del Pacífico, el 0.33% eran de otras razas y el 1.41% pertenecían a dos o más razas. Del total de la población el 0.99% eran hispanos o latinos de cualquier raza.